# 小江戸 (列車)
小江戸（こえど）は、西武鉄道が西武新宿駅 - 本川越駅間を西武新宿線経由で運転する特急列車の名称。2021年現在は南入曽車両基地所属の10000系電車「ニューレッドアロー」によって運転されている。
なお、本項では過去に西武新宿 - 本川越間で運転されていた「むさし」、および新宿線系統の各種臨時特急列車も併せて解説する。

## 列車概況
全列車とも座席指定制で利用には特急券を別途購入する必要がある。
列車号数は下りが奇数、上りが偶数となり、発車順に付番される。
- 定期列車は0 - 50番台、臨時・不定期列車は70 - 90番台が充てられる。基本的には平日ダイヤと土休日ダイヤで概ね同時刻となるが、大幅に異なる列車も存在し、その場合は土休日の列車が60番台となっている。列車番号はこれに100を付加したものとなる。

2016年3月26日に東京メトロ副都心線・東武東上線で急行運転を行う「Fライナー」が運転を開始すると、西武新宿駅 - 本川越駅間と並行する新宿三丁目駅 - 川越市駅間がほぼ同じ所要時間（小江戸45分：Fライナー41分）で日中は30分間隔で運転されることになり（Fライナーは特急料金も不要だがロングシートである）、特に日中の西武新宿駅 - 本川越駅間の通し乗車は苦戦を強いられている。

### 小江戸

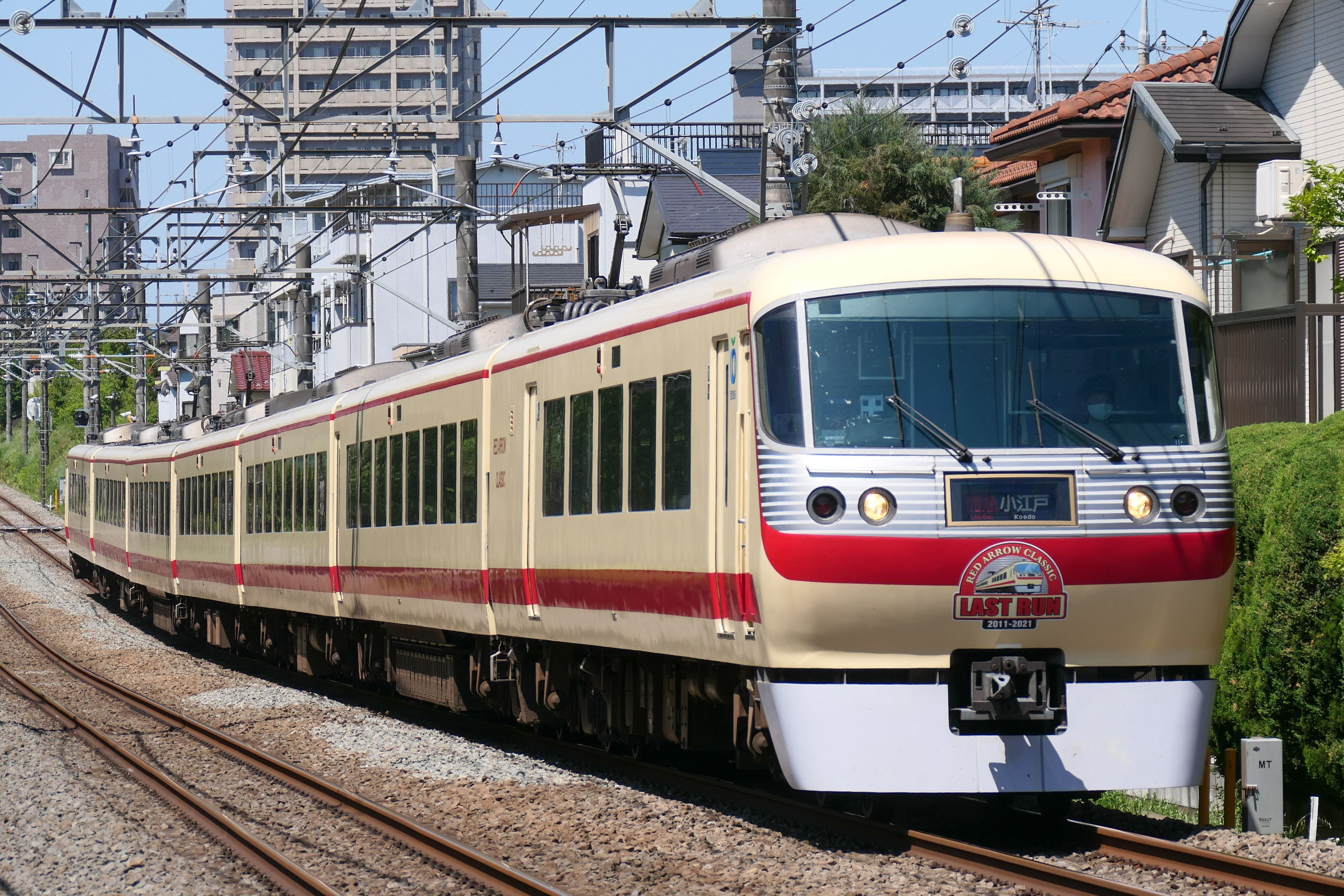
レッドアロークラシック塗装の「小江戸」（2021年4月21日 東伏見駅 - 武蔵関駅間）

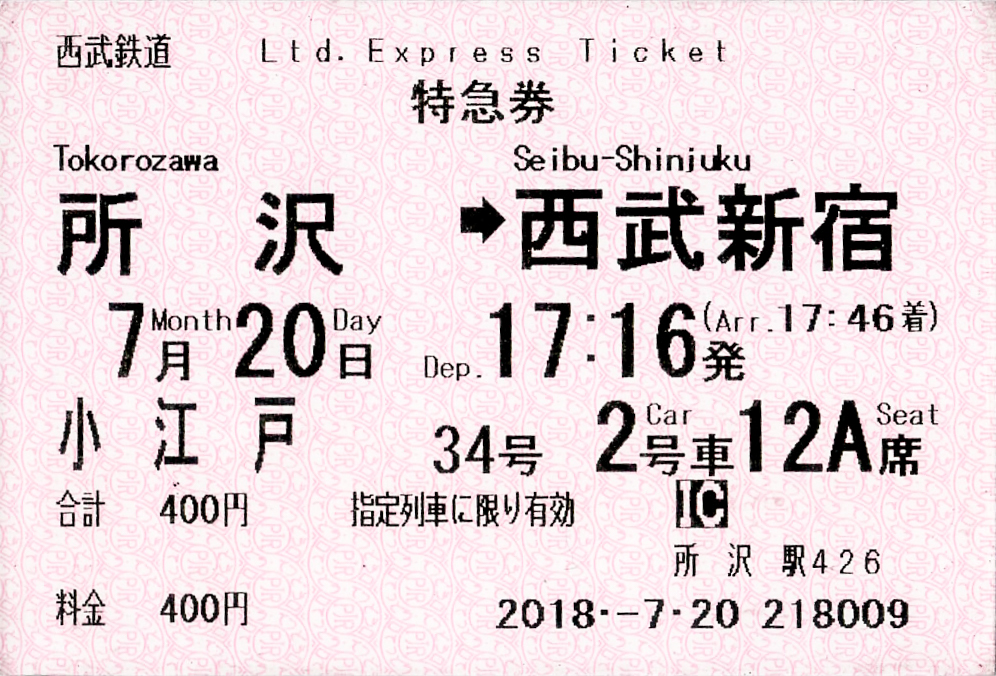
小江戸号　特急券

1993年から、西武新宿駅 - 本川越駅間で運転。愛称の「小江戸」は、江戸時代は旧武蔵国であった埼玉県川越市の「江戸の文化が真っ先に伝わる繁栄した町」および「江戸時代の町並みを残す町」という意味合いの比喩的表現に由来する。朝・夕ラッシュ時における着席サービスを求める通勤客の利用を中心に据えている。
運行経緯
西武鉄道では、1969年より池袋線系統で5000系車両による特急列車の運転を開始しており、後に秩父観光の多チャンネル化を計る目的で西武新宿発着の特急列車も運転することとなった。1976年に西武新宿駅 - 西武秩父駅間の「おくちちぶ」が休日に1往復と、同列車の入庫を兼ねた西武新宿駅 → 所沢駅間の「むさし」が運転開始。「むさし」は後に上りも運転、下りは本川越まで延長された。
1993年、新型車両10000系による「小江戸」が登場した。既にJR各社で主に通勤客をターゲットとした座席定員制列車「ホームライナー」が実績を積んでいたことや、池袋線系統の「ちちぶ」・「むさし」でも通勤客の着席サービス確保のための利用が確認されていたことが「小江戸」の運転開始に繋がった。これに伴い西武新宿発着の「おくちちぶ」・「むさし」は運行を終了した。

#### 運行概況
2024年3月16日現在
平日
- 5時台上り1本・6時台上り2本・7時台下り2本上り2本・8時台下り1本上り2本・9時台下り2本上り1本・10時台下り2本上り1本
- 11時台 - 15時台：1時間ヘッド
- 16時以降：30分ヘッド（うち、16・17時台の上り各1本は所沢始発、多少間隔が開く場合もある・最終は西武新宿駅23時54分発）

土休日
- 6時台上り1本・7時台下り1本上り1本・8時台下り1本上り1本・9時台下り1本上り2本・10時台下り2本上り2本・11時台下り2本上り1本
- 12時台 - 15時台：1時間ヘッド
- 16時以降：30分ヘッド（最終は西武新宿駅23時00分発）

1993年の運転開始当初は、早朝の1往復運転後は通勤ラッシュ終了後からおおむね1時間ヘッドの運転とされていた。
西武新宿駅 - 本川越駅間の列車がほとんどだが、車両の出入庫のタイミングでは西武新宿駅 - 所沢駅間の列車も存在する。1998年3月のダイヤ改正で消滅したが、2024年3月のダイヤ改正で平日上りのみ復活した。

### 過去の定期列車

#### おくちちぶ
西武新宿駅 - 西武秩父駅間で運転される列車に「おくちちぶ」の愛称が使用されていた。このほか、後述の臨時列車にも使用されている。
- 1976年 - 1993年：休日に西武新宿駅 - 西武秩父駅間で運転[1]。

#### むさし
上記「おくちちぶ」の入出庫を兼ねて、「むさし」を名乗る列車が運転されていた。
- 1976年 - 1993年：休日に西武新宿駅 - 本川越駅間で運転。
  - 前述の「おくちちぶ」の入出庫を兼ねていた。
  - 当初は下り列車のみの運転であったが、1980年より上り列車の運転を開始。
  - 「おくちちぶ」と同様に当初は高田馬場駅は上りのみの停車であったが、後に下りも停車している。
  - 1986年には下りが本川越駅まで延長され、狭山市駅が停車駅に加わった。
  - 1993年、西武新宿駅 - 本川越駅間の「小江戸」デビューに伴い、西武新宿駅発着の「おくちちぶ」とともに運行終了。

### 過去の臨時列車
新宿線沿線では目立ったイベントもなく、基本的には池袋線系統とも独立して運行されるため数は少ないが、以下のようなものが運転されている。

#### 拝島線臨時特急
- 2011年から2014年、西武新宿駅 → 拝島駅で臨時特急が運転された。
- 「レッドアロークラシック」運行記念として、2011年12月12日 – 18日まで西武新宿駅→拝島駅間の臨時特急列車を夜間に片道1本運行した[2]。拝島線で特急列車が運行されるのはこれが初めてである。
  - 途中停車駅は高田馬場駅（乗車のみ）・田無駅・小平駅・玉川上水駅（以上降車のみ）とされた[2]。
  - 特急料金は西武新宿 - 拝島が410円、その他の区間が350円となっている[2]。
  - 時刻は西武新宿19:40頃発となる。
- 2012年は「西武鉄道創立100周年記念」として8月24日 - 30日[3]・12月10日 - 16日に運転された[4]。
  - 停車駅が変更され、田無駅が通過、新たに東大和市駅（降車のみ）に停車する[3]。
  - 特急料金も変更され、350円の全区間均一となった[3]。
  - 12月の運転では土休日の運転時刻が約2時間繰り上げられた[4]。
- 2013年は12月12日・13日・19日・20日に運転された[5]。
  - 今回から途中駅からの乗車が可能となっている[5]。
  - 特急料金は西武新宿 - 拝島が410円、その他の区間が350円と初回同様のものとなった[5]。
  - 時刻は西武新宿21:15発となる。
- 2014年は9月16日 - 26日の平日[6] と12月11日 - 26日の木・金曜[7] に運転された。
  - この運転では田無駅の停車を復活[6]。
  - 特急料金が10円値上げされた。
  - 時刻は2012年8月・12月にそれぞれ準じている。
- 利用状況は良好であったが定期運転は見送られた。その後2018年には拝島ライナーが登場している。

#### おくちちぶ (臨時)
- 2014年と2015年に西武新宿駅 - 西武秩父駅間で、臨時列車として運転された。

#### 001系の新宿線・池袋線臨時特急
2019年4月27日から5月6日の大型連休にあわせ、本川越駅 - 飯能駅間で001系「Laview」の臨時列車が各日1往復運行された。飯能行きが「むさし90号」本川越行きが「小江戸92号」となっており、いずれの列車も途中停車駅は狭山市・所沢・入間市である。車両はその日ごとに小手指から送り込まれ、A編成・B編成が交互に充当されていた。
001系の新宿線営業運転はこれが初となり、初日の4月27日には、「Laview 新宿線初運行記念セレモニー」が行われた。

## 使用車両（定期列車）
- 10000系「ニューレッドアロー」（1993年 - ）
- 5000系「レッドアロー」（1976年 - 1993年）

2023年6月現在、001系「Laview」は池袋線系統のみでの運用となっており、新宿線への投入については2023年6月の西武ホールディングス株主総会において、株主からの質問に対し具体的な計画は未定であり、ニーズに応じた運行計画の改善などと合わせ、引き続き検討すると回答している。ただし、2023年の時点では、本川越駅の特急用ホームが7両編成までしか対応していない関係上、001系の入線は特急用以外のホームで折返す（臨時列車では実施）か、1両分延長する必要がある。

## 停車駅

### 現在の停車駅
小江戸：西武新宿駅・高田馬場駅・東村山駅・所沢駅・狭山市駅・本川越駅

### 過去の停車駅・臨時停車駅
| 路線名称     | 路線名称         | 新宿線   | 新宿線   | 新宿線   | 新宿線 | 新宿線 | 新宿線 | 新宿線 | 新宿線 | 新宿線 | 池袋線 | 池袋線 | 池袋線   | 西武秩父線 | 西武秩父線 | 西武秩父線 |
| 列車名       | 備考             | 西武新宿 | 高田馬場 | 上石神井 | 田無   | 小平   | 東村山 | 所沢   | 狭山市 | 本川越 | 入間市 | 飯能   | 武蔵丘検 | 芦ヶ久保   | 横瀬       | 西武秩父   |
| おくちちぶ   | 1976 - 1993      | ●        | ◆        | ―        | ―      | ―      | ―      | ●      | ＝     | ＝     | ―      | ●      | ＝       | ●          | ―          | ●          |
| むさし       | 1976 - 1993      | ●        | ◆        | ―        | ―      | ―      | ―      | ●      | ●      | ●      |        |        |          |            |            |            |
| 小江戸       | 1993 - 2013      | ●        | ●        | ―        | ―      | ―      | ▲      | ●      | ●      | ●      |        |        |          |            |            |            |
| 小江戸       | 2013 - 現在      | ●        | ●        | ―        | ―      | ▲      | ●      | ●      | ●      | ●      |        |        |          |            |            |            |
| 電車フェスタ | 2005             | ●        | ●        | ●        | ●      | ―      | ―      | ●      | ＝     | ＝     | ―      | ―      | ●        |            |            |            |
| おくちちぶ   | 川瀬祭 2014 - 15 | ●        | ●        | ―        | ●      | ―      | ●      | ●      | ＝     | ＝     | ●      | ●      | ＝       | ―          | ●          | ●          |
| おくちちぶ   | 芝桜 2015        | ●        | ●        | ―        | ―      | ―      | ●      | ●      | ＝     | ＝     | ―      | ●      | ＝       | ―          | ●          | ●          |
| ちちぶ       | 横瀬公開 2015    | ●        | ●        | ―        | ―      | ―      | ●      | ●      | ＝     | ＝     | ●      | ●      | ＝       | ―          | ●          | ●          |

| 路線名称       | 路線名称      | 新宿線 | 新宿線 | 池袋線 | 池袋線 | 池袋線 | 西武秩父線 | 西武秩父線 | 西武秩父線 |
| 列車名         | 備考          | 本川越 | 狭山市 | 所沢   | 入間市 | 飯能   | 芦ヶ久保   | 横瀬       | 西武秩父   |
| ちちぶ         | 横瀬公開 2014 | ●      | ●      | ●      | ●      | ●      | ―          | ●          | ●          |
| むさし・小江戸 | 001系 2019    | ●      | ●      | ●      | ●      | ●      |            |            |            |

## 沿革
- 1976年（昭和51年）3月1日：ダイヤ改正を実施。これより休日に西武新宿駅 - 西武秩父駅間を直通する「おくちちぶ」、同列車の入庫を兼ねた西武新宿駅 → 所沢駅間（下りのみ）の「むさし」が5000系にて運転開始[10]。
- 1980年（昭和55年）：「おくちちぶ」の送り込みも営業列車化、所沢駅 → 西武新宿駅間（上り）の「むさし」運転開始。
- 1986年（昭和61年）：下り西武新宿駅 → 所沢駅間の「むさし」を本川越駅まで延長。狭山市駅が停車駅となる。
- 1993年（平成5年）12月6日：ダイヤ改正より10000系による「小江戸」が運転開始[1]。これに伴い、西武新宿駅発着の「おくちちぶ」・「むさし」を廃止[1][10]、5000系が新宿線定期列車から撤退。なお「おくちちぶ」の愛称自体は池袋線で存続している[10]。
- 2003年（平成15年）
  - 3月12日：ダイヤ改正で、8時台に運転する上り列車を新設。
  - 6月7日・8日・14日・15日：「西武沿線花さんぽ」キャンペーンの一環として、一部列車が東村山駅に臨時停車[11]。以後2005年まで実施。
- 2005年（平成17年）6月4日：「西武・電車フェスタ2005 in 武蔵丘車両検修場」の開催にあわせ、西武新宿駅 - 武蔵丘車両検修場間に臨時特急「電車フェスタ号」が1往復運転[12]。途中停車駅は高田馬場・上石神井・田無・所沢[12]。
- 2007年（平成19年）3月28日：10108編成が西武新宿駅 - 本川越駅間で西武鉄道2回目のお召し列車として運行される。
- 2009年（平成21年）3月20日：川越市を舞台とするNHK連続テレビ小説『つばさ』の放送にあわせ、番組PRラッピング車両の運転を開始[13]。初日には西武新宿駅で出発式を実施、また同駅から本川越駅までノンストップの臨時列車が運転。新宿線で9月26日まで運転された。
- 2011年（平成23年）12月12日 - 18日：「レッドアロークラシック」運行記念として、西武新宿駅→拝島駅間の臨時特急列車を夜間に運転[2]。以後様々な名目で2014年まで運転、そのうち2012年と2014年は夏にも運転されている。
- 2012年（平成24年）
  - 9月24日 - 30日：西武鉄道創立100周年を記念し、1週間限定で帰宅時間帯の下り4本が東村山駅に臨時停車[14]。
  - 11月5日 - 11日：西武鉄道創立100周年を記念し、1週間限定で帰宅時間帯の下り4本が新所沢駅に臨時停車[14]。
- 2013年（平成25年）3月16日：ダイヤ改正で、東村山駅への停車を定期化。
- 2014年（平成26年）
  - 7月19日・20日：「秩父川瀬祭」の開催にあわせ、西武新宿駅 - 西武秩父駅間に臨時特急「おくちちぶ」を運転[15]。「おくちちぶ」としては11年ぶり、西武新宿 - 西武秩父間を直通する特急列車としては21年ぶりの運行となる。途中停車駅は高田馬場・田無駅・東村山駅・所沢駅・入間市駅・飯能駅・横瀬駅[15]。
  - 9月20日・21日・23日：秋の彼岸の時期にあわせ一部列車が、「小平霊園」の最寄り駅である小平駅へ臨時停車[16]。以後、2018年まで同時期に実施された。
  - 11月8日：西武トレインフェスティバル2014 in 横瀬の開催にあわせ、本川越駅 → 西武秩父駅間に臨時特急「ちちぶ」を片道のみ運転[17]。途中停車駅は狭山市・所沢・入間市・飯能・横瀬[17]。本川越駅からの池袋線直通特急は初となる。
- 2015年（平成27年）
  - 4月18日・19日：秩父・羊山公園の芝桜開花時期にあわせ、西武新宿駅 - 西武秩父駅に臨時特急「おくちちぶ」を運転[18]。途中停車駅は高田馬場駅・東村山駅・所沢駅・飯能駅・横瀬駅となる[18][注 2]。
  - 7月19日・20日：「秩父川瀬祭」の開催に伴い、西武新宿駅 - 西武秩父駅間に臨時特急「おくちちぶ」を運転[19]。停車駅は昨年と同様
  - 11月7日：西武トレインフェスティバル2015 in 横瀬の開催にあわせ、西武新宿駅 → 西武秩父駅間に臨時特急「ちちぶ」を片道のみ運転[20]。途中停車駅は高田馬場・東村山・所沢・入間市・飯能・横瀬[20]。
- 2018年（平成30年）3月18日・21日・24日：春の彼岸の時期にあわせ一部列車が、「小平霊園」の最寄り駅である小平駅へ臨時停車[21]。翌2019年も同時期に実施[22]。
- 2020年（令和2年）
  - 3月25日：「レッドアロークラシック」10105編成が新宿線へ転属[23]、同日より「小江戸」として運行開始[注 3]。
  - 4月29日：新型コロナウイルス感染症（COVID-19）流行拡大の影響から、この日より土休日の運転を休止[24]。
  - 6月1日：運休していた全ての列車の運転再開[25]。
- 2021年（令和3年）
  - 2月13日：新型コロナウイルス感染症（COVID-19）流行拡大の影響から、土休日の運転を再び休止[26]。
  - 3月27日：運休していた土休日の運行を再開[27]。
  - 4月29日：「レッドアロークラシック」の定期運行を終了[28]。
  - 6月5日：「西武・電車フェスタ2021 in 武蔵丘車両検修場」にあわせ、レッドアロークラシックを使用したツアー列車を西武新宿駅→武蔵丘車両検修場→所沢駅の経路で運転[29]。